# Corazones Blancos
Corazones Blancos es el segundo disco de Grandes Éxitos de la banda de rock Libido. Comprende una Compilación de Temas parte del disco en vivo Sesión en vivo (2014) y el EP Amar o matar (2016), además cuenta con la inclusión del tema Ojos de Ángel , como Novedad en este disco que no salió en el disco Sesión en vivo.
Es el segundo disco de Grandes Éxitos publicado por la banda Hasta el Momento, solo salió en formato digital.

## Lista de canciones
| Corazones Blancos |                                                          |                                 |          |  |
| N.º               | Título                                                   | Escritor(es)                    | Duración |  |
| 1.                | «En Esta Habitación» (Canción del disco "Hembra")        | Jeffry Fischman                 | 04:42    |  |
| 2.                | «Llévame» (Canción del EP "Amar o Matar")                | Manolo Hidalgo                  | 03:36    |  |
| 3.                | «Frágil» (Canción del disco "Pop*Porn")                  | Manolo Hidalgo                  | 03:39    |  |
| 4.                | «Tan Suave» (Canción del disco "Rarezas")                | Manolo Hidalgo                  | 03:42    |  |
| 5.                | «Mariposas» (Canción del EP "Amar o Matar")              | Manolo Hidalgo                  | 03:11    |  |
| 6.                | «Hembra» (Canción del disco "Hembra")                    | Jeffry Fischman                 | 03:55    |  |
| 7.                | «Esther Fe» (Canción del disco "Pop*Porn")               | Manolo Hidalgo                  | 03:53    |  |
| 8.                | «Tu Rostro» (Canción del disco "Hembra")                 | Jeffry Fischman                 | 04:35    |  |
| 9.                | «Libido» (Canción del disco "Libido")                    | Manolo Hidalgo                  | 05:45    |  |
| 10.               | «Estoy Tan Gris» (Canción del disco "Pop*Porn")          | Jeffry Fischman                 | 03:49    |  |
| 11.               | «Pero Aún Sigo Viéndote» (Canción del EP "Amar o Matar") | Salim Vera, José Jara           | 04:25    |  |
| 12.               | «Mal Tiempo» (Canción del disco "Libido")                | Manolo Hidalgo                  | 03:28    |  |
| 13.               | «Sal» (Canción del disco "Hembra")                       | Jeffry Fischman, Manolo Hidalgo | 04:02    |  |
| 14.               | «Ojos de Ángel» (Canción del disco "Libido")             | Toño Jáuregui, Manolo Hidalgo   | 02:51    |  |
| 15.               | «Invencible» (Canción del disco "Pop*Porn")              | Jeffry Fischman                 | 03:19    |  |
| 16.               | «La Casa de Los Gritos» (Canción del disco "Libido")     | Manolo Hidalgo                  | 02:51    |  |
| 71:00             |                                                          |                                 |          |  |

## Integrantes
- Salim Vera - Voz, guitarra rítmica excepto en 5 y 11
- Manolo Hidalgo - Primera Guitarra.
- Juanpablo Del Águila - Bajo y coros.
- Wilder López - Batería y percusión.

## Colaboradores
- Kokiman Romero - Reclados en «Pero Aún Sigo Viéndote», «Llévame»
- Eduardo Olivé - Rhodes y Piano en «Mariposas»
- Marcos Llunas - Armonías vocales en «Mariposas»
- Lucho Benzaquen - Guitarras Adicionales, Teclados y Programación
- Maria Elena Pacheco - Violín 1 «Mariposas»
- Laszlo Benedek - Violín 2 en «Mariposas»
- César Pacheco - Viola en «Mariposas»
- Oscar Satisteban - Loop en «Llévame»